# Whzküös

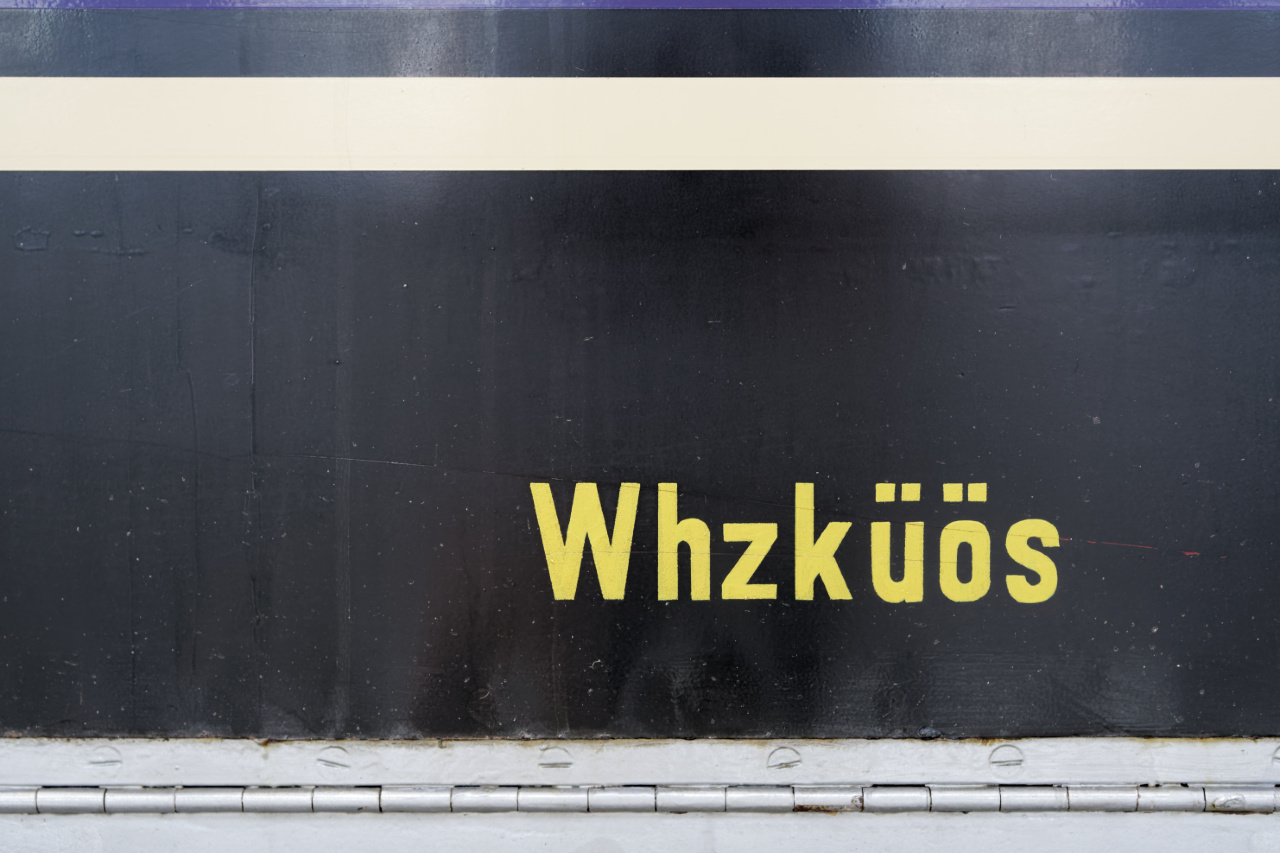
Hauptbahnhof Leipzig; svt 137 225 a/b (Bauart Hamburg), 1935

Whzküös ist ein Begriff bei der Zugheizung und ist die Abkürzung von Warmwasserheizung über Kühlwasserumlauf oder Ölbefeuerung, selbstregelnd. Heizungen dieser Bauart finden sich bei Verbrennungstriebwagen und erlauben die Nutzung der Motorwärme für die Heizung des Innenraums. Die so ausgerüsteten Fahrzeuge tragen die entsprechende Beschriftung meist an den Längsseiten im Bereich des Rahmens.